# Лабасер
Лабасе́р (фр. Labassère, окс. Labassèra) — коммуна во Франции, находится в регионе Юг — Пиренеи. Департамент — Верхние Пиренеи. Входит в состав кантона Баньер-де-Бигор. Округ коммуны — Баньер-де-Бигор.
Код INSEE коммуны — 65238.

## География
Коммуна расположена приблизительно в 670 км к югу от Парижа, в 125 км юго-западнее Тулузы, в 20 км к югу от Тарба.
По территории коммуны протекают реки Гайест и Усуэт.

## Климат
Климат умеренно-океанический с солнечной тёплой погодой и обильными осадками на протяжении практически всего года.

## Население
Население коммуны на 2010 год составляло 259 человек.
| 1962 | 1968 | 1975 | 1982 | 1990 | 1999 | 2010 |
| ---- | ---- | ---- | ---- | ---- | ---- | ---- |
| 396  | 331  | 241  | 220  | 218  | 235  | 259  |

## Администрация
| Период | Период | Фамилия       | Партия | Примечания |
| ------ | ------ | ------------- | ------ | ---------- |
| 2001   | 2014   | Жозеф Арбере  |        |            |
| 2014   | 2020   | Жоселин Верду |        |            |

## Экономика
В 2010 году среди 170 человек трудоспособного возраста (15-64 лет) 121 были экономически активными, 49 — неактивными (показатель активности — 71,2 %, в 1999 году было 74,0 %). Из 121 активных жителей работали 114 человек (64 мужчины и 50 женщин), безработных было 7 (4 мужчины и 3 женщины). Среди 49 неактивных 15 человек были учениками или студентами, 17 — пенсионерами, 17 были неактивными по другим причинам.

## Фотогалерея

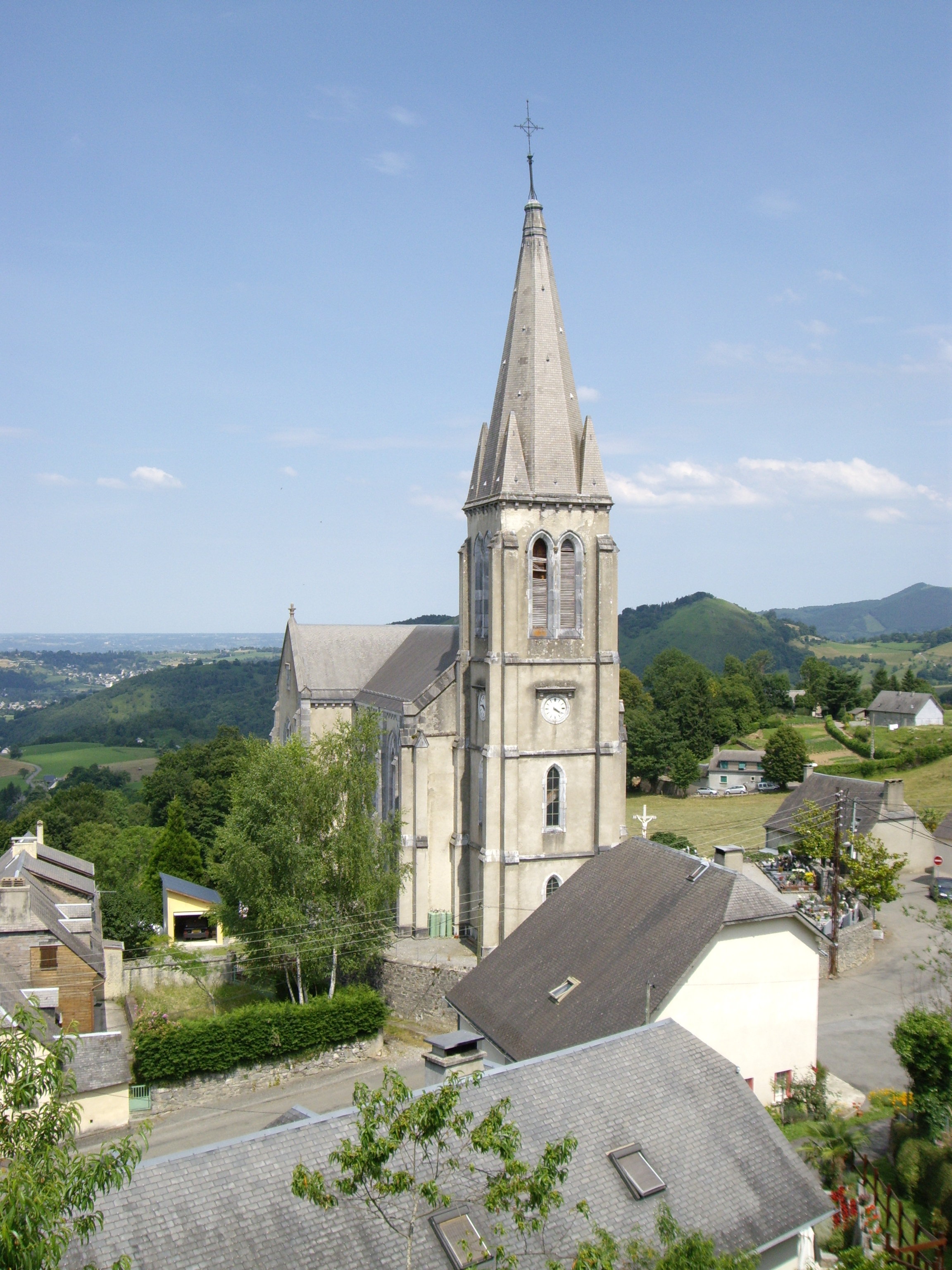
Церковь Св. Мартина
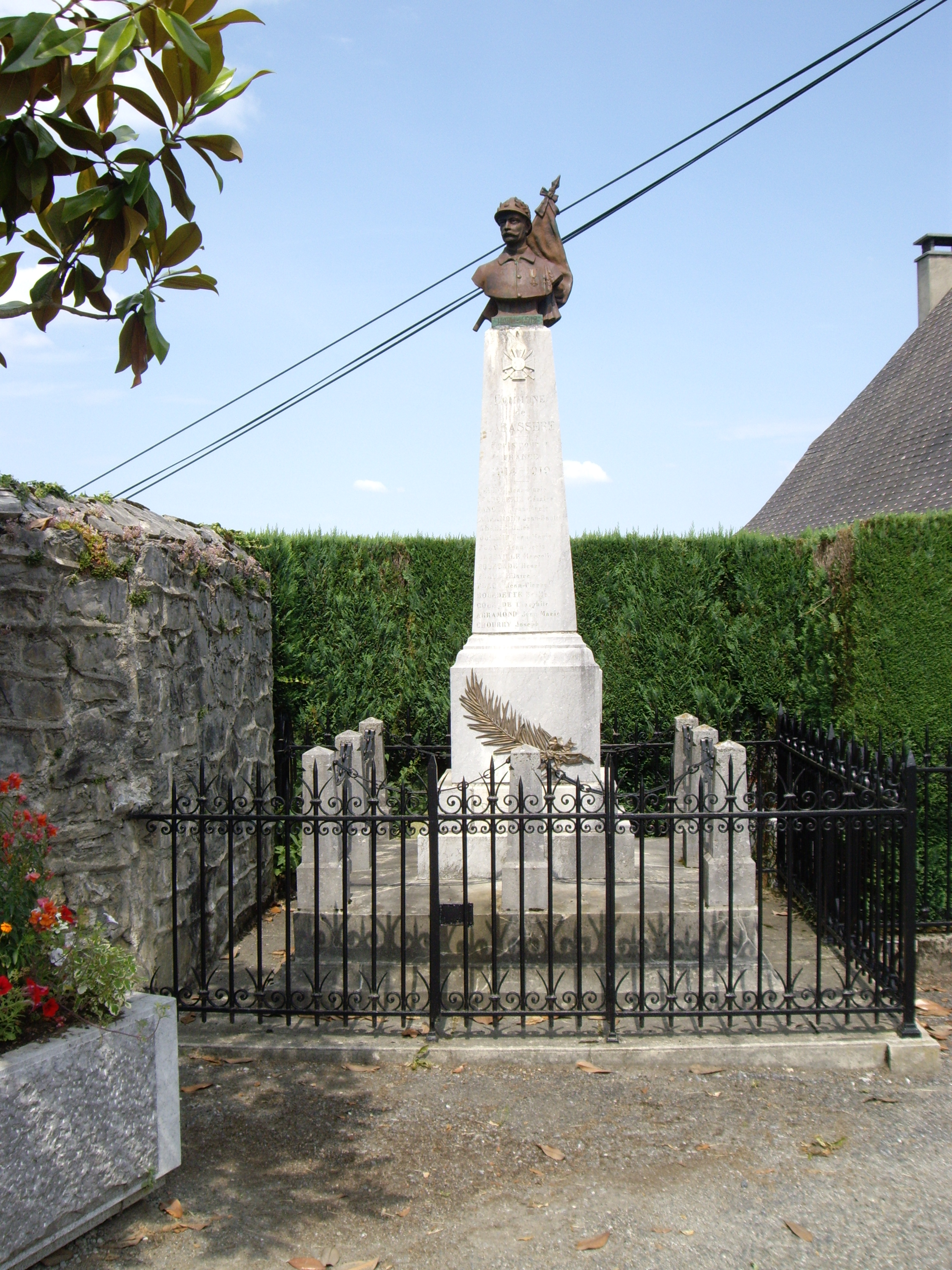
Военный мемориал
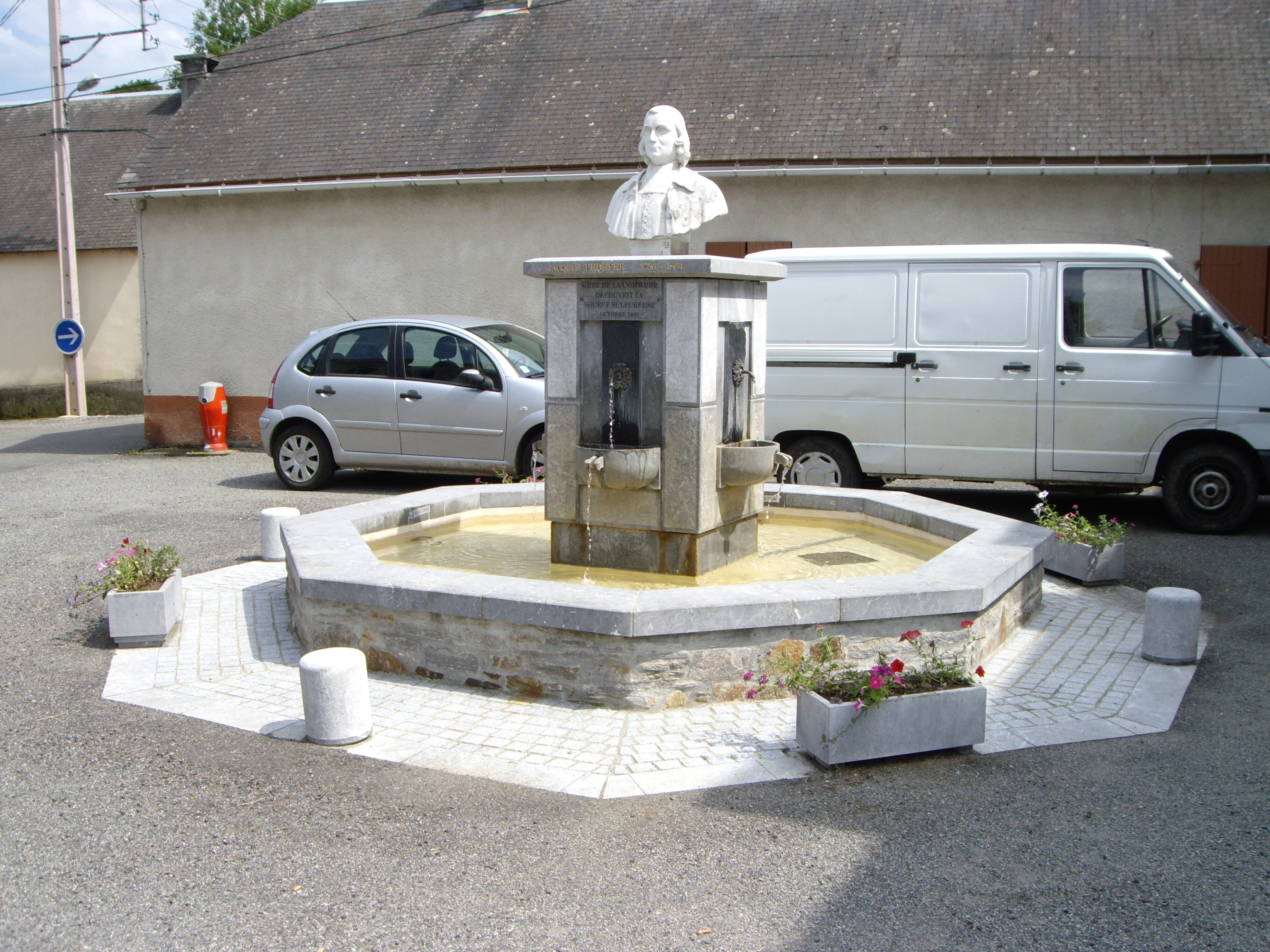
Бюст аббата Жака Педефера
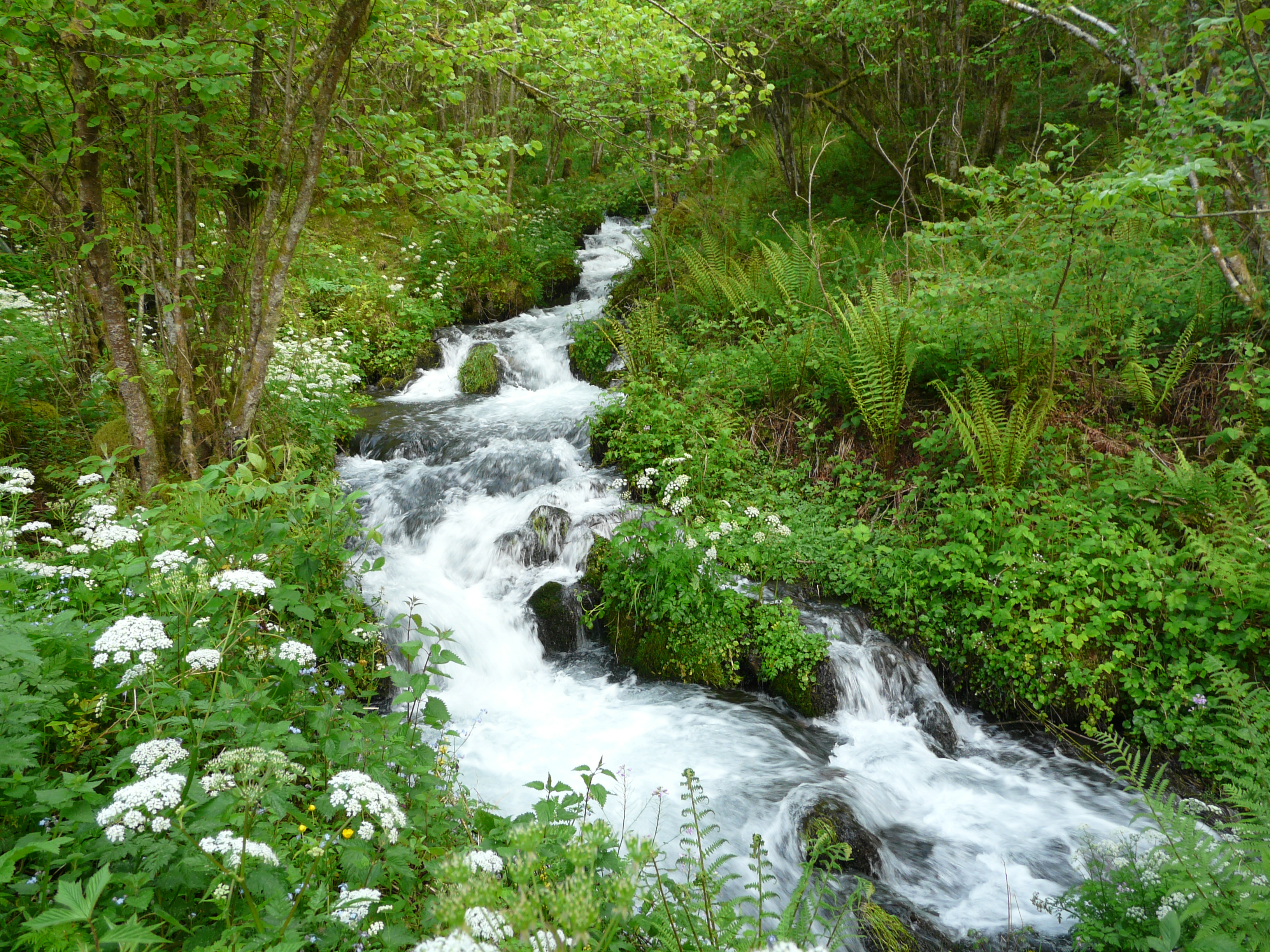
Река Усуэт
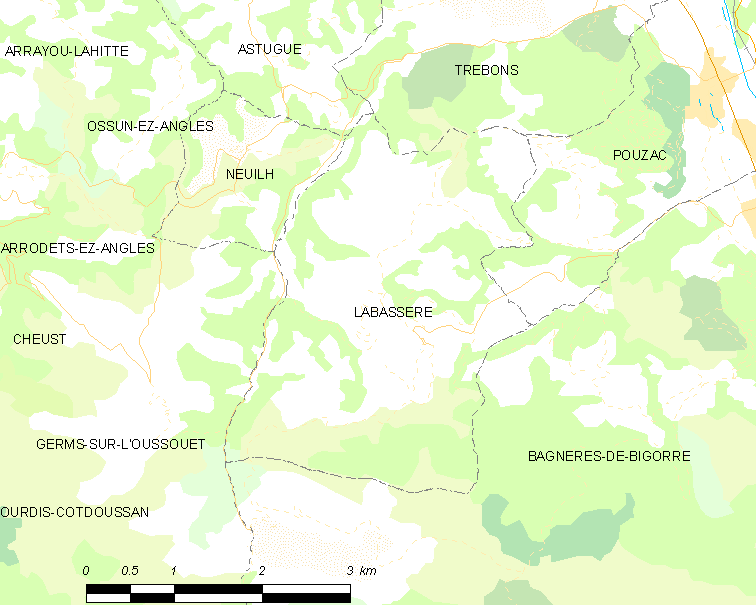
Карта коммуны